# I. Tetricus gall császár
Caius Pius Esuvius Tetricus I. Tetricus néven a Gall Birodalom utolsó császára, a Római Birodalom utolsó galliai ellencsászára 271 és 274 között. A hatalmat Victorinus és Domitianus halála után vette át. Fiával, II. Tetricusszal uralkodott együtt.

## Útja a hatalomba
Tetricus galliai nemesi családból származott, rokona volt Victorinusnak. Praeses provinciae (provinciai kormányzó) tisztséget töltött be Aquitania provinciában, mikor értesült Victorinus haláláról (271). Victorinus anyja, Victoria segítségével és anyagi támogatásával megnyerte a hadsereg támogatását, és a Gall Birodalom császárává kiáltották ki Burdigalia városának közelében.

## Uralkodása
Tetricus uralkodása idején a germán betörések állandósultak, a kormányzást folytonos lázadások veszélyeztették. A germán inváziót Tetricus sikerrel megakadályozta. A Gall Birodalom addigi fővárosa – Colonia (Köln) – helyett Augusta Trevevorumba (Trier) tette át a kormányzás székhelyét, és fiát, II. Tetricust caesarrá, ifjú császárrá tette meg. Tetricus meg sem kísérelte növelni a Gall birodalom területét, a védekezésre rendezkedett be. 273-ban, Aurelianus császár támadást indított a Gall birodalom ellen, hogy ezáltal újból egyesítse a Római Birodalom nyugati területeit. Tetricus hadseregével dél felé vonult, hogy találkozzon az észak felé vonuló Aurelianusszal. Tetricus és Aurelianus megállapodást kötöttek arról, hogy I. Tetricus lemond a császárságról, de később Tetricus mégis elpártolt Aurelianustól, ezért háborúra került sor köztük. A döntő csatát a mai Châlons-sur-Marne közelében vívták meg, amelyben I. Tetricus seregei megsemmisültek, és I. Tetricus megadta magát Aurelianusnak (274). Aurelianus megbocsátott Tetricusnak és visszatért Rómába, ahol fényes ünnepséget tartottak tiszteletére, a birodalom újraegyesítése miatt. Aurelianus Tetricust kinevezte Lucania (Lacaniae et Bruttiorum) itáliai provincia helytartójává. Tetricus Itáliában halt meg, halála dátumát nem ismerjük.